# Maria Fontosh
Maria Fontosh, född 5 juni 1976 i Ukrainska SSR i Sovjetunionen, är en svensk operasångare (sopran).

## Biografi
Fontosh har studerat vid bland annat Musikkonservatoriet Falun, Kungliga Musikhögskolan och Operahögskolan i Stockholm. Hon debuterade 1997 som Violetta i La Traviata i Vasa (Finland).  
Vid Kungliga Operan i Stockholm har hon sjungit ett tiotal huvudroller, bland annat som Mimi i Puccinis La Bohème, Rosina i Rossinis Barberaren i Sevilla (direktsänd i SVT) och Tatjana i Tjajkovskijs Eugen Onegin. Vid Malmö Opera gjorde hon Margareta i Gounods Faust, Tatjana och Musetta.
Fontosh har haft en omfattande verksamhet på operascener i övriga Europa, Kanada och USA, bland annat vid Parisoperan, Lissabons  opera (Antonia) och Valencias opera (Zerlina och Marzelline i Fidelio). Vid Frankfurtoperan har hon bland annat gjort Zerlina i Don Giovanni, Fiordiligi i Così fan tutte och Grevinnan i Figaros bröllop, Mimi i La Boheme, Ginevra i Ariodante, Marenka i Brudköpet. Hon har samarbetat med bland annat Svetlanov, Mehta, Maazel, Chailly, Morandi, Benini, Harding. Dessutom har hon haft en omfattande konsertverksamhet i Skandinavien, Europa, Kanada, USA och Ryssland.